# Edward Arber
Edward Arber (Londres, 4 de dezembro de 1836 – 23 de novembro de 1912) foi um acadêmico e escritor inglês, especialista em literatura inglesa antiga.
Seu filho era o professor de paleobotânica da Universidade de Cambridge, Edward Alexander Newell Arber (1870–1918), e sua nora a famosa botânica Agnes Arber (1879–1960).